# Paul (archevêque de Rouen)
Pour les articles homonymes, voir Paul.
Paul est un archevêque de Rouen du milieu du IXe siècle.

## Biographie
Paul suit les cours d'Amaury, futur archevêque de Tours (851-856).
Environ un an après la mort de Gombaud, Paul devient archevêque de Rouen ; il est consacré le 6 janvier 849,.
En 849 Paul assiste au quatrième concile de Tours, - qui s'est peut-être déroulé à Paris, le lieu est incertain - : le duc de Bretagne Nominoë ayant fait déposer quatre évêques de son duché en 848, ce concile de 22 évêques assemblés lui adresse une lettre de protestation énergique contre ses agissements, y compris pour les ravages qu'il exerce envers les biens d’Église ses sujets et le roi, et menacent de l'excommunier.
En novembre 853 il est l'un des personnages nommés par Charles le Chauve comme missi dominici pour combattre dans les provinces du royaume les abus de l'administration ecclésiastique et civile ; il doit visiter le territoire de Rouen et a pour assistants l'évêque Hildemar ainsi que Herloin et Hungarius.
En août 855 il assiste au concile se tenant à Verberie au palais de Charles le Chauve.
Il meurt après six ans d'épiscopat en 855 (début 856 de notre calendrier) ou vers 858,.